# Janina Mierzecka
Janina Mierzecka (ur. 4 lipca 1896 we Lwowie, zm. 26 lutego 1987 w Warszawie) – polska fotograf i artystka grafik.

## Życiorys
Mierzecka początkowo pobierała lekcje rysunku w C. K. Szkole Przemysłowej pod kierunkiem prof. Zygmunta Rozwadowskiego i prof. Edwarda Pietscha. Ukończyła też kurs rysunku dla dzieci, po którym nauczała rysunku w prywatnej szkole podstawowej. Swoje zainteresowania artystyczne dzieliła pomiędzy muzykę i sztuki plastyczne. Następnie skoncentrowała się na grze na fortepianie i w 1918 zdała w Konserwatorium we Lwowie państwowy egzamin z muzyki. Począwszy od 1920 przez dwa lata eksternistycznie uczęszczała na wykłady prof. Adolfa Chybińskiego z muzykologii.
Początkowo samodzielnie eksperymentowała z fotografią. Naukę fotografii rozpoczęła 1 stycznia 1925 pod okiem Henryka Mikolascha. Szybko zaczęli wspólnie prowadzić pracownię fotograficzną, a sama Mierzecka w tym samym roku otrzymała dyplom zawodowego fotografa i miejsce w Zarządzie Lwowskiego Towarzystwa Fotograficznego. Od tej pory miała możliwość pierwszy raz pokazać swoje prace publicznie na IX Lwowskiej Wystawie Fotografii Artystycznej. W roku 1926 wykonywała zdjęcia Michaliny, żony prezydenta Ignacego Mościckiego i portrety członków rodziny marszałka Józefa Piłsudskiego. Wtedy też, aby wzbogacić kunszt artystyczny, zaczęła pobierać lekcje grafiki u prof. Ludwika Tyrowicza.
Pod koniec lat 20. zaczęła wykonywać fotografie dokumentacyjne ręki ludzkiej, mające utrwalić zmiany i uszkodzenia w zależności od wykonywanych prac. Zdjęcia z tej kolekcji były wystawiane w Genewie, Budapeszcie, Londynie i Tokio.
W 1933 została przyjęta w poczet członków rzeczywistych Fotoklubu Polskiego. Została odznaczona medalem na IV Międzynarodowej Wystawie Fotograficznej w Zurychu w 1934.
W 1940 zaczęła pracę w Muzeum Przemysłu Artystycznego we Lwowie, gdzie porządkowała identyfikowała zdjęcia, a także dokumentowała zabytki muzealne. W 1945 przeniosła się do Warszawy, gdzie pracowała jako fotograf w Muzeum Narodowym. Oprócz wykonywania reprodukcji, w tym Bitwy pod Grunwaldem Jana Matejki i rzeźby przedstawiającego Zygmunta III Wazy. Dokumentowała też zniszczenia stolicy w 1947 stała się jednym ze współzałożycieli Związku Polskich Artystów Fotografików.
W 1949 przeniosła się do Wrocławia, gdzie rozpoczęła pracę w Muzeum Narodowym i Akademii Medycznej, organizując tam własne pracownie fotograficzne. Wówczas została też komisarzem II Wystawy Fotografiki Wrocławskiego Towarzystwa Fotograficznego. Rok później objęła funkcje prezesa ówczesnego oddziału wrocławskiego Polskiego Towarzystwa Fotograficznego (obecnie Dolnośląskie Stowarzyszenie Artystów Fotografików i Twórców Audiowizualnych). W 1954 przerwała pracę w muzeum. Potem wykonywała zlecenia dla Zakładu Narodowego im. Ossolińskich. W 1959 wydano podręcznik jej autorstwa Fotografia zabytków i dzieł sztuki, w którym zawarła swoje doświadczenia dotyczące dokumentowania fotograficznego obiektów sztuki. Natomiast w 1961 opublikowano książkę Stary i nowy Wrocław, w której znalazły się zdjęcia autorstwa Janiny Mierzeckiej. W 1970 przeniosła się do Warszawy, ale jeszcze przez dwa lata dokumentowała zmiany zachodzące w tkance urbanistycznej Wrocławia. Ostatnim dużym projektem, którego się podjęła, było wykonanie 100 zdjęć do Historii Chin Witolda Rodzińskiego. w 1981 Wydawnictwo Literackie w Krakowie wydało wspomnienia Janiny Mierzeckiej – Całe życie z fotografią. Zmarła w 1987
Znaczna ilość prac Janiny Mierzeckiej znajduje się we wrocławskim Muzeum Architektury. 24 grudnia 1977 zostały one przejęte i wpisane do inwentarza muzealnego. Spuścizna obejmuje 522 sztuki negatywów i wywołanych zdjęć poglądowych głównie z lat 50. 60. i 70. Znaczna część to fotografie Wrocławia. Mierzecka robiła zdjęcia mające charakter przeważnie dokumentacyjny i inwentarzowy. Serie jej zdjęć zawierają widoki Katedry i Ostrowa Tumskiego, Starego Miasta z Ratuszem, a także innych kościołów wrocławskich. W zbiorach są też zdjęcia zrobione w kościołach Dolnego Śląska i innych miastach polski. Ponadto muzeum posiada znaczną ilość zdjęć z jej podróży zagranicznych do Belgii, Jugosławii, Egiptu, Libanu, Turcji, Grecji, Włoch, NRD, Rumunii, Szwecji, Bułgarii, Węgier i Czechosłowacji. Małą część zbioru stanowią zdjęcia sprzed wojny. Zaliczyć do nich można zdjęcia Zamościa z lat 1925–1926, okolic Zbaraża z 1935, Krynicy z 1937 i Wilna z 1939
Janina Mierzecka była żoną znanego dermatologa Henryka Mierzeckiego, z którym opracowała cykl „Ręka pracująca”. Miała dwoje dzieci syna Romana Mierzeckiego i córkę Aleksandrę Garlicką z domu Mierzecką. Spoczywa na cmentarzu ewangelicko-augsburskim (aleja 29, grób 60).

## Wystawy indywidualne
- 1929 Warszawa, Lwów
- 1930 Chicago, Nowy Jork
- 1931 Lwów
- 1935 Warszawa
- 1976 Warszawa, wystawa retrospektywna twórczości Mierzeckiej